# Jack Perrin
Jack Perrin (25 de julho de 1896 – 17 de dezembro de 1967) foi um ator estadunidense que atuou principalmente em Westerns. Entre 1916 e 1962, atou em mais de 370 filmes, entre eles curta-metragens, filmes longos, seriados e episódios de séries de televisão. Ator versátil, iniciou sua carreira no cinema mudo, mas adaptou-se à era sonora, e atuou em dramas, comédias e westerns para várias companhias cinematográficas, além de atuar em vários episódios de séries de televisão no fim da carreira.

## Biografia
Nasceu sob o nome Lyman Wakefield Perrin em Three Rivers, Michigan, filho de Charles Perrin e Mary Perrin; seu pai trabalhou no ramo imobiliário e se mudou com a família para Los Angeles, Califórnia logo após o início do Século XX.
Perrin serviu na Marinha dos Estados Unidos durante a Primeira Guerra Mundial. Após a Guerra, retornou a Los Angeles e se tornou ator da Universal Pictures. Seus primeiros filmes foram os curta-metragems His Last Scent e Black Eyes and Blue, ambos lançados em 15 de outubro de 1916 pela Keystone Film Company. Em 1917 atuou em Luke's Lost Liberty, ao lado de Harold Lloyd, pela Rolin Films. Atuou em vários curta-metragens pela Triangle Film Corporation, The L-KO Kompany e Universal Pictures.
Pela Universal atuou no drama Blind Husbands, em 1919, e pela primeira vez em um seriado, The Lion Man (1919), além de alguns westerns curtos. Pela Arrow Film Corporation atuou nos seriados The Fighting Skipper e The Santa Fe Trail, ambos em1923, e Riders of the Plains, em 1924. Pela Universal fez o seriado The Jade Box (1930), dirigido por Ray Taylor e ao lado de Louise Lorraine.
Perrin encontrou um nicho de Westerns B na década de 1930. Ele geralmente atuava sob o nome Jack Perrin, mas ocasionalmente adotava o pseudônimo de Jack Gable ou Richard (Dick) Terry.
O último papel de destaque de Perrin foi como Davy Crockett no seriado de 1937 The Painted Stallion, pela Republic Pictures. Apesar de ter continuado atuando até os anos 1960, fez apenas papéis menores, e não-creditados. Sua última atuação em filmes foi em The Man Who Shot Liberty Valance (1962), e na televisão foi na série Lawman, no episódio The Witness, que foi veiculado em 24 de junho de 1962.

## Berke-Perrin Productions
Perrin fez uma parceria com William Berke sob o logo Berke-Perrin Blue Ribbon, com uma breve série de filmes. É provável que Berke estava envolvido com a produção e a direção, sob o pseudônimo Lester Williams. Cartazes anunciavam "6 dinâmicos dramas de ação" para 1936 para a Berke-Perrin Productions, porém apenas 4 foram completados e lançados.

## Cavalos
Em torno de 1928, Perrin fez alguns westerns para a Universal, tais como Two Outlaws (1928), Wild Blood (1929) e Plunging Hoofs (1929) entre outros, muitos dos quais com destaque para o garanhão preto Rex the Wonder Horse. Nessa época, Jack também cavalgava um corcel branco com o nome de Starlight, creditado como The Wonder Horse, e os dois cavalos aparecem juntos nos westerns de Perrin.

## Dublê
Perrin atuou como dublê duas vezes, não creditado, nos filmes Fall In, em 1942, e The Hunchback of Notre Dame, em 1939, dublando Rod La Rocque.

## Vida familiar
Perrin casou três vezes. Inicialmente com a atriz de cinema mudo Josephine Hill em 17 de setembro de 1920, e divorciou-se em 1937; tiveram uma filha, Patrícia.
O censo de 1940 lista como esposa de Perrin Lois M. Perrin (e há um enteado de 11 anos de idade chamado William Bates, presumindo-se que o nome de casada prévio seria Lois Bates).
Por volta de 1943, Perrin casou com Ethel Compton, com quem ficou casado até sua morte, em 1967.

## Morte
Perrin sofreu um Infarto agudo do miocárdio em Hollywood, e morreu em 17 de dezembro de 1967, aos 71 anos. Está sepultado no Forest Lawn Memorial Park (Hollywood Hills).
Por sua contribuição para a indústria cinematográfica, Perrin possui uma estrela na Calçada da Fama, no 1777 Vine Street, em Hollywood, Califórnia.

## Filmografia parcial
- Luke's Lost Liberty (1917)
- Lonesome Luke's Lively Life (1917)
- The Lion Man (1919)
- The Jack of Hearts (1919)
- The Four-Bit Man (1919)
- The Fighting Heart (1919)
- Blind Husbands (1919)
- The Santa Fe Trail (1923)
- The Fighting Skipper (1923)
- Riders of the Plains (1924)
- Dangerous Traffic (1926)
- Midnight Faces (1926)
- The Vanishing West (1928)
- The Water Hole (1928)
- Vultures of the Sea (1928)
- The Jade Box (1930)
- The Sign of the Wolf (1931)
- The Mystery Trooper (1931)
- The Whispering Shadow (1933)
- Loser's End (1935)
- North of Arizona (1935)
- The Mysterious Pilot (1937)
- Wells Fargo (1937)
- The Purple Vigilantes (1938)
- The Painted Stallion (1938)
- The Lone Ranger (1938)

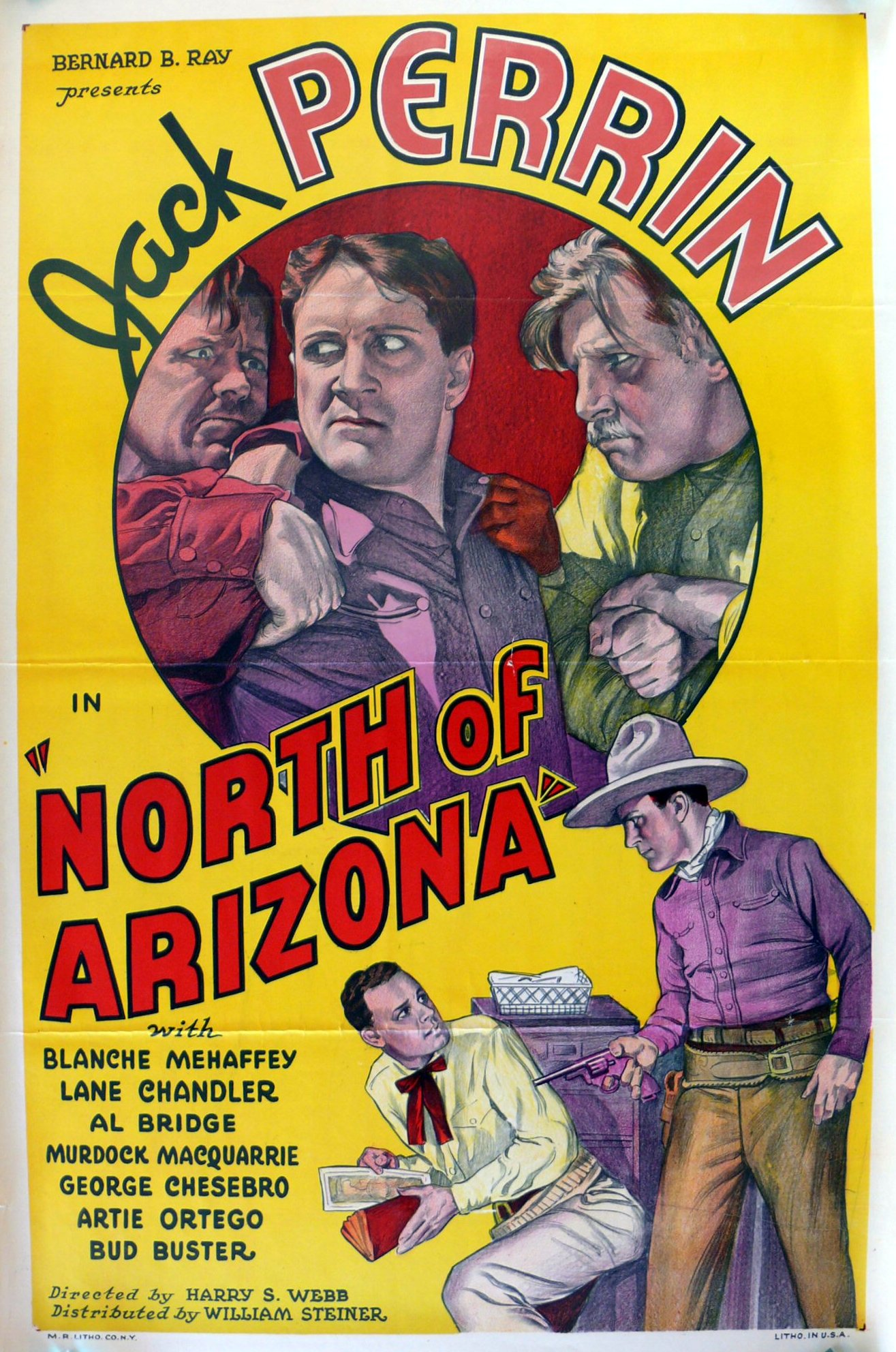
Cartaz de North of Arizona, filme de 1935 estrelado por Perrin

- The Secret of Treasure Island (1938)
- The Great Adventures of Wild Bill Hickok (1938)
- The Spider's Web (1938)
- Angels with Dirty Faces (1938)
- The Shadow (1940)
- The Green Hornet (1940)
- The Fighting 69 th (1940)
- Terry and the Pirates (1940)
- The Green Hornet Strikes Again! (1940)
- Under Age (1941)
- Buck Privates (1941, não creditado)
- Sky Raiders (1941)
- The Spider Returns (1941)
- Riders of Death Valley (1941)
- The Iron Claw (1941)
- Sea Raiders (1941)
- Holt of the Secret Service (1941)
- Captain Midnight (1942)
- Gang Busters (1942)
- Don Winslow of the Coast Guard (1943)
- Adventures of the Flying Cadets (1943)
- The Master Key (1945)
- Brute Force (1947)
- I Walk Alone (1948)
- Miss Grant Takes Richmond (1949)
- Montana (1950)
- Sunset Boulevard (1950)
- Horizons West (1952)
- Pat and Mike (1952)
- Calamity Jane (1953)
- River of No Return (1954)
- Friendly Persuasion (1956)
- Around the World in 80 Days (1956)
- Ocean's Eleven (1960, não-creditado)
- The Man Who Shot Liberty Valance (1962)